# Radio Oasis (Perú)
Radio Oasis fue una emisora de radio peruana ubicada en el 100.1 MHz de la banda FM de Lima, cuya programación se centraba en música en inglés y español de géneros alternativos. Estuvo dirigida al público juvenil y adulto contemporáneo del segmento A/B. Fue propiedad de CRP Radios.
Fue lanzada al aire el 1 de marzo de 2010 en reemplazo de Radio La Ñ. Su estación principal se situaba en la frecuencia 100.1 MHz de la banda FM del área metropolitana de Lima.

## Historia

### Antecedentes
Anteriormente en la frecuencia 100.1 FM de la ciudad de Lima, emitía Radio Lima 100, una emisora independiente que inició transmisiones en 1960 siendo la primera en Perú en emitir en esa banda radial. Su programación consistía de música instrumental, música clásica, soundtracks, rock clásico, jazz y otros ritmos similares. A fines de la década de 1970, con la introducción del sonido estereofónico, cambió su denominación a Stereo Lima 100.
En diciembre de 1992, el entonces dueño de la cadena de televisión abierta ATV, Julio Vera Gutiérrez, compra la emisora y la relanza como Radio Stereo 100. Su programación pasa a consistir de baladas en inglés y español, rock, pop, R&B y jazz de las décadas de 1960 a 1990. En 1998 es adquirida por Radiomar Producciones (hoy CRP Radios).
En noviembre de 2005, Stereo 100 fue relanzada bajo el nombre de Radio La Ñ, cuya programación se especializaba en rock, pop, new wave y baladas de las décadas de 1980 al 2000 únicamente en idioma español.

### Lanzamiento
El 1 de marzo de 2010 a la medianoche, Radio La Ñ cesa sus emisiones en la frecuencia 100.1 FM de Lima, y en su reemplazo se lanza Radio Oasis, , la cual mantiene la programación de La Ñ pero con música tanto en español como en inglés, pasando como primera canción "Devuélveme a mi chica" de "Hombres G".
En un inicio, la programación de la emisora contaba con pocos cortes comerciales. Su oferta de programación solamente contaba un programa propio, Solo por hoy, presentado por Edu Saettone y Marcial Rey. En 2012, se incorporaron Sergio Galliani, Marli Pissani y DJ Tavo a la emisora.
En 2013, la emisora añadió canciones de rock peruano, ante la exigencia de músicos del género, dentro de su programación bajo el programa Rock & pop hecho en el Perú. También, a mediados del mismo año, la emisora deja de emitir las pocas canciones de la década de 1970 que estaban incluidas en su programación.Las canciones de rock y pop de producción nacional se mantienen dentro de la programación habitual hasta 2016 cuando son retiradas del aire.
En 2017, el bloque de programación sobre rock y pop nacional cambia de nombre a Sonorama: rock & pop hecho en el Perú. Ese mismo año emitían una canción cada hora de lunes a viernes de rock peruano dentro de la programación con bandas nuevas que nunca habían sonado en la FM peruana hasta 2018 que dejaron de ser emitidos.
Desde enero de 2018 hasta marzo de 2019, se emitió el programa Pedro en el Oasis dedicado al reconocido cantautor peruano Pedro Suárez-Vértiz. Debido a su fallecimiento que ocurrió a finales de 2023, el programa volvió a emitirse como modo de homenaje, de lunes a viernes de 1.p. m. a 2.p. m.
Desde noviembre de 2018 hasta junio de 2021, se emitió el especial Un momento con Queen. Consistía en emitir 3 canciones seguidas del grupo británico Queen, el programa es dedicado al cantante Freddie Mercury.
Desde mayo de 2021 hasta julio de 2022, Oasis transmitió el programa Rock & Pop con Ñ en homenaje a la radio antecesora La Ñ, el cual consistía en emitir los mejores éxitos del rock y pop en español.
A fines de 2022, Oasis agrega nuevamente algunas canciones de mediados y fines de la década de 1970 en inglés a su programación.
En septiembre de 2023, el programa Solo por hoy regresó nuevamente con la conducción de Edu Saettone, está vez junto a Christian Wagner. Saettone regreso a la radio después después de 10 años de a ver dejado la conducción de dicho programa debido a un incidente ocurrido en 2012 cuando Saettone estuvo implicado en el atropello de María Elena Coronado, de 69 años de edad.

### Oasis Patrio
En julio de 2021, la emisora lanzó al aire Oasis Patrio, una emisora por internet cuya programación se centraba en canciones de rock y pop de producción nacional. 
Fue descontinuada en junio de 2023 y  eliminada de la aplicación Oigo. Según Santiago Alfaro, sociólogo y ex director general de Industrias Culturales y Artes del Ministerio de Cultura, la descontinuación está relacionada al bajo consumo del género musical al nivel nacional en comparación a la cumbia, la salsa y la música andina.

### Cierre
El 15 de enero de 2024, en el programa Pan con Mantequilla, el locutor Daniel Marquina anunció el cese de transmisiones de Radio Oasis para el 1 de febrero después de 14 años teniendo como reemplazo a la radioemisora cristiana Bethel Radio del Movimiento Misionero Mundial con una programación de carácter evangélico y que la frecuencia 100.1 de la FM sería alquilada a dicha emisora.Entre los motivos por los que se tomó la decisión se encuentran la crisis económica que presentaba CRP Radios por pago de deudas y la baja audiencia que sufría la estación frente a sus competencias Radio Oxígeno del Grupo RPP y Z Rock & Pop (en línea) de Corporación Universal.Además el sociólogo Santiago Alfaro señaló al diario El Comercio que los anunciantes habían perdido interés en asociarse con las radios locales prefiriendo relacionarse en las transmitidas por Internet.
Oasis salió del aire el 1 de febrero de 2024 a la medianoche siendo su última canción, una versión en vivo de Me elevé de Pedro Suárez-Vértiz.En medio de la canción la señal se cortó abruptamente las 12:00:56 a.m., y Bethel Radio entró en su lugar con una voz del predicador y fundador de la radioemisora, Rodolfo González, pidiendo en voz alta que no los critiquen por entrar a la FM.Paralelamente en la página web y las aplicaciones móviles homónima y Oigo, la última canción en ser transmitida fue Back in Black de la banda AC/DC.Al finalizar dicha canción, la emisora quedó en completo silencio durante unos minutos hasta que finalmente decidió cortar su señal.
Después del cese de la emisora, canciones del playlist de Oasis en inglés fueron trasladados a sus emisoras hermanas, como Radio Planeta quien agrega nuevamente las canciones de los 90's y los de principios del 2000. Y por último Radio Mágica introdujo más canciones de los 80's y 90's a la programación.

## Eslóganes
- 2010-2014: Rock & pop de los 80, 90 y hoy
- 2014-2024: Rock & pop